# Sibelga
Sibelga is de netbeheerder voor de distributie van aardgas en elektriciteit in het Brussels Hoofdstedelijk Gewest. Het is een intercommunale die actief is in de 19 Brusselse gemeenten en die ruim duizend medewerkers telt. Behalve voor de gas- en elektriciteitsdistributie staat Sibelga ook in voor de openbare verlichting en voor de meteropname. De regulator BRUGEL oefent toezicht uit op Sibelga en keurt de tarieven goed.

## Geschiedenis
Historisch waren de Brusselse verdelingsnetten in handen van autonome gemeentelijke regieën. De uitbating ervan werd in de jaren '60 toevertrouwd aan de Brusselse Intercommunale Maatschappij voor Elektriciteit en Gas (Sibelgas). In 1982-83 werden formeel drie nieuwe intercommunales opgericht: Sibelgas (dat ook in Vlaams-Brabant actief was), Interga en Interelec. Deze bedrijven behoorden voor de helft toe aan de (voorlopers van) Electrabel en werden bemand door haar personeel. Ze gingen in 1999 samenwerken onder de commerciële benaming SIBELGAZ-SIBELGAS. Dit was de voorbode van een fusie in 2003, opgelegd door de Elektriciteitsordonnantie van 2001 en waarbij Interelec de opslorpende entiteit was. Het resultaat was de gemengde intercommunale Sibelga, die volgens een akkoord uit 2003 een zuivere intercommunale zou worden tegen 2012 door het vertrek van Electrabel. Dat vond plaats in twee fasen: eerst werd een coöperatieve Brussels Network Operations opgericht die in 2006 voor 70% in handen kwam van de gemeenten via de holding Interfin, en daarna werden de resterende 30% eind 2012 overgedragen aan Interfin.
Naast dit bedrijf bestaat een tweede intercommunale Sibelgas, opgericht in 1987 en voornamelijk actief in de Brusselse Noordrand. Ook een aantal Brusselse gemeenten participeerden in dit tweede Sibelgas, waardoor het ontsnapte aan het Vlaams decreet op de intercommunales. Daar kwam verandering in toen het zich in 2015 omvormde tot een opdrachthoudende vereniging in de zin van het Decreet Lokaal Bestuur.

## Activiteiten
Sibelga is eigenaar van de distributienetten voor aardgas en elektriciteit in Brussel en verzorgt ook de uitbating en het onderhoud ervan. Voorts beheert het de meteropnames en het toegangsregister. Het bedrijf levert ook energie aan klanten die niet meer op de markt terechtkunnen en participeert in verschillende WKK-productie-eenheden, waarmee een deel van de eigen behoeften worden gedekt (netverliezen, openbare verlichting, beschermde klanten).
Via dividenden en de wegenisvergoeding vloeit jaarlijks zo'n 75 miljoen euro van Sibelga naar de gemeenten. Ter verdere ontlasting van de gemeentefinanciën neemt het bedrijf ook de openbare verlichting op zich (installatie, onderhoud en verbruik), met uitzondering van de gewestwegen. Het voert ook promotie voor energiebesparing en coördineert een programma voor het installeren van zonnepanelen op overheidsgebouwen (SolarClick).

## Elektriciteitsnet
Het stroomnetwerk van Sibelga ligt nagenoeg volledig ondergronds. Luchtlijnen in het Brusselse straatbeeld hebben in principe te maken met de openbare verlichting of het tramnet. Het laagspanningsnet werkt grotendeels nog op 130/230 volt (driehoekschakeling), al was in 2019 een 12% op 230/400 volt (sterschakeling) gebracht.
Enkele kerncijfers (2018):
- 656.990 actieve leveringspunten
- 4.614.205 MWh verdeelde elektriciteit
- 6.424 km elektriciteitsnetten, waarvan 2.223 km hoogspanning

## Aardgasnet
Het gasnetwerk van Sibelga ligt volledig ondergronds. De leidingen bestaan grotendeels uit staal of polyethyleen en worden gevoed met laagcalorisch aardgas uit Nederland. Van 2020 tot 2029 wordt het net overgeschakeld op hoogcalorisch gas.
Enkele kerncijfers (2018):
- 431.352 actieve leveringspunten
- 10.035.459 MWh verdeeld aardgas
- 2.918 km aardgasnetten, waarvan 622 km op middendruk

## Bestuur
| Periode      | Voorzitter      |
| ------------ | --------------- |
| ? - 2007     | Pierre Muylle   |
| 2007 - 2012  | Éric Tomas      |
| 2012 - 2013  | Pierre Muylle   |
| 2013 - 2019  | Guy Wilmart     |
| 2019 - 2020  | Karine Lalieux  |
| 2020 - heden | Faouzia Hariche |

| Periode      | CEO                      |
| ------------ | ------------------------ |
| 2003 - 2018  | Luc Hujoel               |
| 2018 - 2021  | Marie-Pierre Fauconnier  |
| 2021 - 2022  | Raphaël Lefere (interim) |
| 2022 - heden | Inne Mertens             |

## Voetnoten
1. ↑  Het acroniem is gebaseerd op het Frans: Société Intercommunale Bruxelloise d'Electricité et de Gaz (Sibelgaz)
2. ↑  Amper 17 laadpalen: waarom Brussel niet klaar is voor auto's zonder brandstof, BRUZZ, 12 november 2019